# آلیس هارننکور
آلیس هارننکور (انگلیسی: Alice Harnoncourt; ۲۶ سپتامبر ۱۹۳۰ – ۲۰ ژوئیهٔ ۲۰۲۲) نوازنده ویولن یک گروه موسیقی باروک اتریشی بود. او در جنبش اجرای آگاهانه تاریخی پیشگام بود و به همراه همسرش نیکولاس هارننکور گروه «کنسرت موسیقی وین» را تأسیس کرد که بر روی سازهای دوره می‌نوازد و آلیس ویولونیست اصلی گروه یا کنسرت‌مایستر گروه بود.

## مرگ
آلیس هارننکور در ۲۰ ژوئیه ۲۰۲۲ در سن ۹۱سالگی در وین درگذشت.